# Grunt (geologia)
Grunt – zespół cząstek mineralnych (niekiedy z substancją organiczną) w postaci osadu, który może zostać rozdrobniony przez rozcieranie w ręku. Grunt składa się z fazy suchej, gazowej (powietrze, a niekiedy inne gazy) i ciekłej (najczęściej woda). Termin „grunt” stosuje się także przy mieszankach zawierających materiały wytworzone przez człowieka, ale wykazujące podobne właściwości (np. żużle, popioły lotne).

## Podział gruntów
- grunt antropogeniczny – grunt utworzony z produktów gospodarczej i przemysłowej działalności człowieka (odpady komunalne, pyły poflotacyjne, pyły dymnicowe, itp.) w wysypiskach, zwałowiskach, budowlach ziemnych, itp.
- grunt naturalny – grunt, którego szkielet powstał w wyniku procesów geologicznych
  - grunt mineralny – grunt, w którym zawartość części organicznych jest równa lub mniejsza 2% objętości
    - bardzo gruboziarnisty (nieplastyczny) – wymiary cząstek od 63 mm wzwyż[2], zaliczamy do niego kamienie, głazy i duże głazy
    - gruboziarnisty (nieplastyczny) – wymiary cząstek od 0,063 mm do 63 mm[2], zaliczamy do niego żwiry, piaski i pospółki
    - drobnoziarnisty (plastyczny) – wymiary cząstek poniżej 0,002 mm do 0,063 mm[2], zaliczamy do niego pyły i iły

  - grunt organiczny – grunt, w którym zawartość części organicznych jest większa od 2% objętości
    - grunt próchniczy – zawartość części organicznych jest wynikiem wegetacji roślinnej, a także obecności mikroflory i mikrofauny
    - torfy – grunty powstałe z obumarłych i podlegających stopniowej karbonizacji części roślin
    - gytie – grunty powstałe w wyniku osadzania się substancji mineralnych i organicznych w środowisku wodnym, cechuje je zawartość węglanu wapnia większa niż 5%

  - grunty przydatne na budownictwo
    - nasyp budowlany – nasyp, którego rodzaj i stan odpowiadają wymaganiom budowli lub podłoża pod budowę
    - nasyp nieodpowiadający wymaganiom budowlanych